# Petroica
Petroica is een geslacht van zangvogels uit de familie Petroicidae (Australische vliegenvangers).

## Soorten
Het geslacht kent de volgende soorten:
- Petroica archboldi  – Rotsvliegenvanger
- Petroica australis  – Zuidereilandvliegenvanger
- Petroica bivittata  – Woudvliegenvanger
- Petroica boodang  – Scharlaken vliegenvanger
- Petroica goodenovii  – Roodkapvliegenvanger
- Petroica longipes  – Noordereilandvliegenvanger
- Petroica macrocephala  – Maorivliegenvanger
- Petroica multicolor  – Norfolkvliegenvanger
- Petroica phoenicea  – Vuurbuikvliegenvanger
- Petroica polymorpha  – Salomonsvliegenvanger
- Petroica pusilla  – Karmijnvliegenvanger
- Petroica rodinogaster  – Zwart-roze vliegenvanger
- Petroica rosea  – Grijs-roze vliegenvanger
- Petroica traversi  – Chathamvliegenvanger